# Henry Roussell
Pour les articles homonymes, voir Henri Roussel et Roussel.
Henry Roussell, né le 8 septembre 1870 à Paris et mort le 7 février 1946 à Bayonne, est un acteur, réalisateur et scénariste français surtout connu pour sa carrière au temps du cinéma muet.

## Biographie
Né d'un père cordonnier le 8 septembre 1870 dans le 1er arrondissement de Paris arrondissement de Paris, Alphonse Henri Rousselle a fait carrière sous le pseudonyme d'Henry Roussell.
D'abord acteur de théâtre (ainsi, il fera partie de la troupe du théâtre français de Saint-Pétersbourg), Henry Roussell débute au cinéma comme interprète en 1912, tournant surtout durant la période du muet (en particulier, dans des courts métrages de Maurice Tourneur). Après l'avènement du parlant, il apparaît encore dans quelques films, son dernier sortant en 1939.
Dès 1913, il est également réalisateur, dirigeant une vingtaine de films (majoritairement français, plus trois films allemands ou coproductions), muets puis parlants, jusqu'en 1937 — et scénarisant certains d'entre eux —. On lui doit notamment la réalisation de deux adaptations cinématographiques (en 1924 et 1932) d'une histoire bien connue, Violettes impériales, dont il est l'auteur.
Il est le père, avec l'actrice Emmy Lynn, de Florence Lynn, comédienne au théâtre (L'écurie Watson, 1942 ; La critique de l'école des femmes, 1943) et au cinéma (Une femme disparaît, 1943).
Henry Roussell meurt le 7 février 1946 à Bayonne (Pyrénées-Atlantiques) où il est inhumé.

## Théâtre

### Comédien
- 1905 : Don Quichotte de Jean Richepin d'après Miguel de Cervantès, Comédie-Française
- 1906 : La Griffe d'Henri Bernstein, théâtre de la Renaissance
- 1907 : Samson d'Henri Bernstein, théâtre de la Renaissance
- 1907 : Marion de Lorme de Victor Hugo, Comédie-Française
- 1908 : Le Lys de Gaston Leroux, théâtre du Vaudeville
- 1912 : L'Enjôleuse de Xavier Roux et Maurice Sergine, théâtre Fémina
- 1913 : Les Éclaireuses de Maurice Donnay, Comédie Marigny
- 1913 : Le Secret d'Henry Bernstein, avec Simone Le Bargy, Claude Garry, Victor Boucher, théâtre des Bouffes-Parisiens
- 1914 : Le destin est maître de Paul Hervieu, théâtre de la Porte-Saint-Martin
- 1920 : Roméo et Juliette de William Shakespeare, Comédie-Française
- 1920 : La Mort enchaînée de Maurice Magre, Comédie-Française
- 1920 : Les Deux Écoles d'Alfred Capus, Comédie-Française
- 1921 : Un ennemi du peuple de Henrik Ibsen, Comédie-Française
- 1921 : Les Fâcheux de Molière, Comédie-Française
- 1922 : Marion Delorme de Victor Hugo, Comédie-Française

## Filmographie

### Comme acteur
- 1912 : L'Agence Cacahouète de Roger Lion (court métrage)
- 1912 : Jean la Poudre ou La Conquête de l'Algérie de Maurice Tourneur et Émile Chautard (court métrage)
- 1913 : La Bergère d'Ivry de Maurice Tourneur (court métrage)
- 1913 : Trompe-la-Mort ou Vautrin de Charles Krauss (court métrage)
- 1913 : Sœurette de Maurice Tourneur (court métrage)
- 1913 : Le Friquet de Maurice Tourneur (court métrage, 21 min, d'après Willy et Gyp)
- 1913 : Les Gaîtés de l'escadron de Joseph Faivre et Maurice Tourneur (court métrage)
- 1913 : Une cause célèbre (court métrage, réalisateur non connu)
- 1913 : Le Dernier pardon de Maurice Tourneur
- 1913 : Le Camée de Maurice Tourneur (court métrage)
- 1913 : La Marseillaise d'Émile Chautard (court métrage)
- 1913 : L'Aiglon d'Émile Chautard
- 1913 : La Dame de Monsoreau de Maurice Tourneur
- 1913 : Mathilde d'Émile Chautard (court métrage)
- 1913 : Autour d'un testament d'Émile Chautard (court métrage)
- 1913 : Le Système du docteur Goudron et du professeur Plume de Maurice Tourneur (court métrage)
- 1914 : Figures de cire ou L'Homme aux figures de cire de Maurice Tourneur (court métrage)
- 1914 : Monsieur Lecoq de Maurice Tourneur (court métrage)
- 1914 : L'Affaire d'Orcival de Gérard Bourgeois
- 1914 : La Dame blonde de Charles Maudru (court métrage)
- 1914 : Le Friquet de Maurice Tourneur (court métrage)
- 1914 : Le Puits mitoyen de Maurice Tourneur (court métrage)
- 1914 : Le Corso rouge de Maurice Tourneur (court métrage)
- 1915 : À qui la femme ? de Roger Lion (court métrage)
- 1915 : La Retraite de Joseph Pinchon
- 1916 : Vengeance diabolique de Charles Maudru (court métrage)
- 1916 : Léda (court métrage, réalisateur non connu)
- 1916 : La Maison sans enfant (court métrage, réalisateur non connu)
- 1916 : L'Hallali de Jacques de Baroncelli
- 1916 : L'Affaire du Grand-Théâtre de Henri Pouctal (court métrage)
- 1916 : La Désolation (court métrage, réalisateur non connu)
- 1916 : L'Apache d'amour (court métrage, réalisateur non connu)
- 1916 : Pardon glorieux de Gaston Leprieur
- 1916 : Sous la menace d'André Hugon
- 1916 : Le Médecin des enfants de Georges Denola (court métrage)
- 1916 : C'est pour les orphelins de Louis Feuillade
- 1917 : La P'tite du sixième de René Hervil et Louis Mercanton
- 1917 : Renoncement de Charles Maudru
- 1917 : Les Frères corses d'André Antoine
- 1917 : L'Imprévu de Léonce Perret
- 1917 : Le Torrent de René Hervil et Louis Mercanton
- 1918 : Son aventure de René Hervil
- 1920 : Gosse de riche de Charles Burguet
- 1929 : Les Nouveaux Messieurs de Jacques Feyder
- 1929 : Ça aussi, c'est Paris ! d'Antoine Mourre (court métrage)
- 1932 : Les Gaietés de l'escadron de Maurice Tourneur
- 1933 : Idylle au Caire de Claude Heymann et Reinhold Schünzel
- 1934 : Vers l'abîme de Hans Steinhoff et Serge Veber
- 1935 : Vogue, mon cœur de Jacques Daroy (+ directeur artistique)
- 1935 : Le Billet de mille de Marc Didier
- 1935 : L'École des cocottes de Pierre Colombier
- 1935 : Le Bébé de l'escadron ou Quand la vie était belle de René Sti : le commandant de Gondrecourt
- 1936 : Valse éternelle de Max Neufeld
- 1938 : La Bête humaine de Jean Renoir
- 1938 : Café de Paris de Georges Lacombe et Yves Mirande
- 1939 : Deuxième bureau contre Kommandantur ou Terre d'angoisse de Robert Bibal et René Jayet

### Comme réalisateur
(+ autres fonctions, le cas échéant)

#### Films muets
- 1913 : Les Enfants du capitaine Grant (coréalisé par Victorin-Hippolyte Jasset et Joseph Faivre)
- 1916 : La Femme blonde (court métrage)
- 1917 : Un homme passa (court métrage)
- 1918 : L'Âme du bronze, avec Harry Baur
- 1919 : La Faute d'Odette Maréchal, avec Jean Toulout (+ scénariste)
- 1921 : Visages violés, âmes closes, avec Alice Field
- 1922 : La Vérité
- 1923 : Les Opprimés, avec Raquel Meller, André Roanne (+ scénariste)
- 1924 : Violettes impériales, avec Suzanne Bianchetti, Raquel Meller, André Roanne (+ scénariste)
- 1925 : La Terre promise ou L'An prochain à Jérusalem, avec Pierre Blanchar, Raquel Meller, Max Maxudian, André Roanne
- 1925 : Destinée, avec Pierre Batcheff (+ scénariste)
- 1927 : L'Île enchantée
- 1928 : Une java de Jean de Size (supervision de la réalisation)
- 1928 : La Valse de l'adieu, avec Marie Bell, Pierre Blanchar
- 1929 : Paris-Girls, avec Jeanne Brindeau (+ scénariste)

#### Films parlants
- 1930 : Ça aussi c'est Paris d'Antoine Mourre
- 1930 : Barcarolle d'amour[3] (coréalisé par Carl Froelich), avec Charles Boyer, Annabella, Jim Gérald
- 1930 : Die Nacht gehört uns (coréalisé par Carl Froelich), avec Hans Albers
- 1930 : La nuit est à nous ou La Nuit (version française de Die Nacht gehört uns, coréalisée par Carl Froelich et Roger Lion), avec Marie Bell, Jean Murat (+ acteur)
- 1931 : Atout cœur, avec Florelle, Jean Angelo, Saturnin Fabre, Raymond Cordy
- 1932 : Violettes impériales, avec Suzanne Bianchetti, Raquel Meller, Georges Péclet
- 1932 : La Fleur d'oranger, avec André Lefaur, André Alerme (+ scénariste)
- 1934 : Arlette et ses papas, avec Max Dearly, Jules Berry, Renée Saint-Cyr (+ adaptation)
- 1937 : L'amour veille, avec Henri Garat, Jacqueline Francell, Gabrielle Dorziat, Alice Field (+ scénariste)